# Jon Barinholtz
Jon Barinholtz, född den 26 december 1979, är en amerikansk skådespelare. Barinholtz är yngre bror till den amerikanska skådespelaren Ike Barinholtz.

## Roller (i urval)[1]
- 2016–2021 – Superstore (TV-serie)
- 2021–2022 – American Auto (TV-serie)